# سیمون بریای
سیمون بریای (فرانسوی: Simone Berriau‎; ۲۱ ژوئیهٔ ۱۸۹۶ – ۲۶ فوریهٔ ۱۹۸۴) هنرپیشه اهل فرانسه بود. او بین سال‌های ۱۹۳۳ تا ۱۹۴۲ مشغول فعالیت بود.